# Royaumeix
Royaumeix é uma comuna francesa na região administrativa do Grande Leste, no departamento de Meurthe-et-Moselle. Estende-se por uma área de 21.57 km², e possui 381 habitantes, segundo o censo de 2018, com uma densidade de 18 hab/km².